# Paisaje protegido del Barranco de las Angustias
El barranco de Las Angustias es un barranco situado en la isla española de La Palma (Canarias), entre los municipios de El Paso, Tijarafe, Los Llanos de Aridane y Tazacorte. El cauce del barranco es el que marca el lindero del municipio de Tijarafe con los municipios de Tazacorte y Los Llanos de Aridane. 
Fue declarado en 1987 como parque natural del Barranco de Las Angustias, y reclasificado a categoría de Paisaje Protegido en 1994.

## Características
Las aguas permanentes de la Caldera de Taburiente se unen en la zona conocida como Dos Aguas, donde comienza el barranco de Las Angustias. La desembocadura del barranco se encuentra en el Puerto de Tazacorte. El barranco de Las Angustias se caracteriza por sus paredes rocosas y escarpadas y una vegetación rupícola. En la zona más alta hay también cedros y pinos.

## Yacimiento
En el año 2020 se descubrió un yacimiento paleontológico con evidencias que demostraron la existencia en el pasado de un lago gigante en la isla.

## Santuario

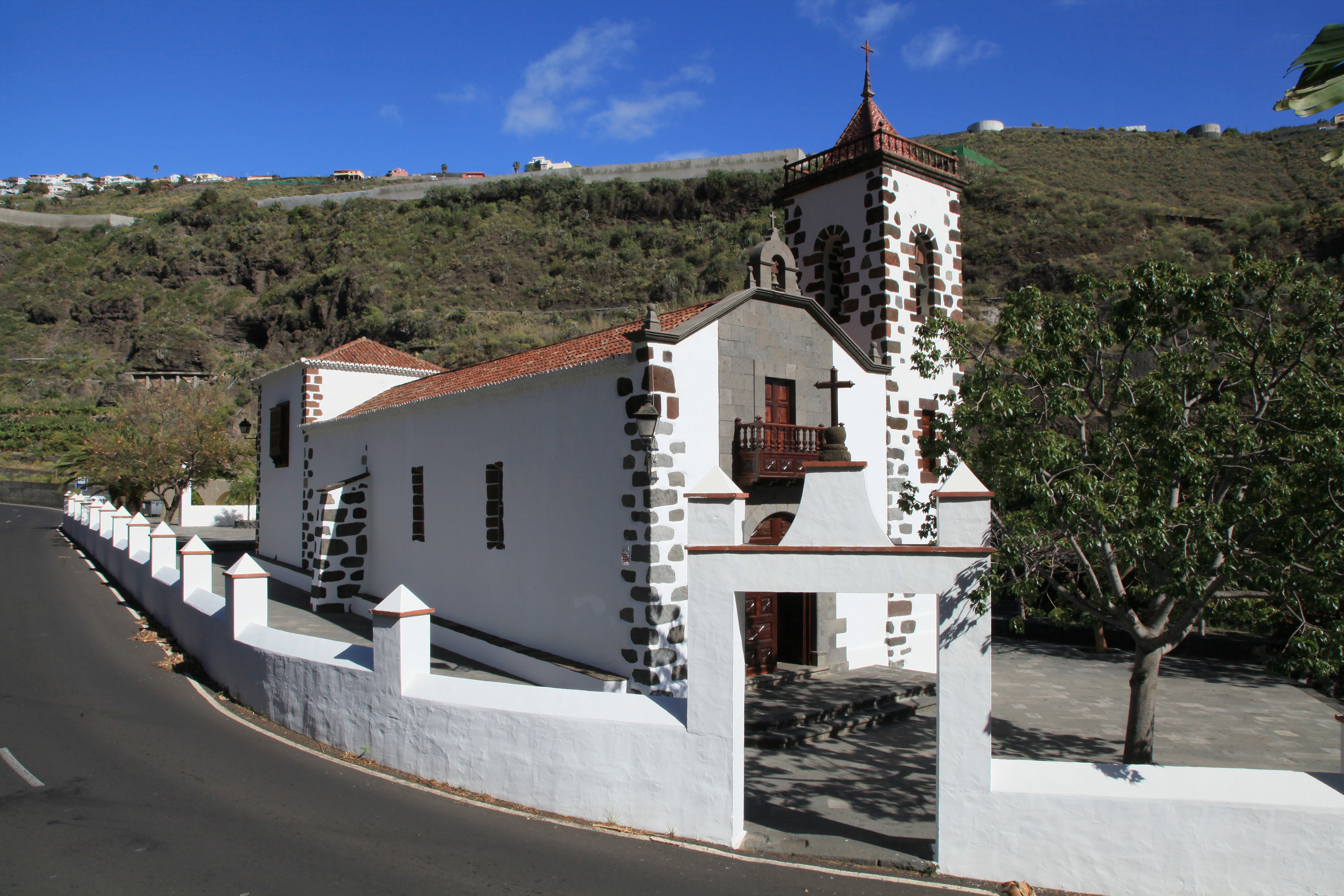
Santuario de Nuestra Señora de Las Angustias

En el barranco se encuentra el Santuario de Nuestra Señora de las Angustias, en donde se venera la imagen de la Virgen de las Angustias, una de las advocaciones más veneradas de La Palma.